# Нож гаучо

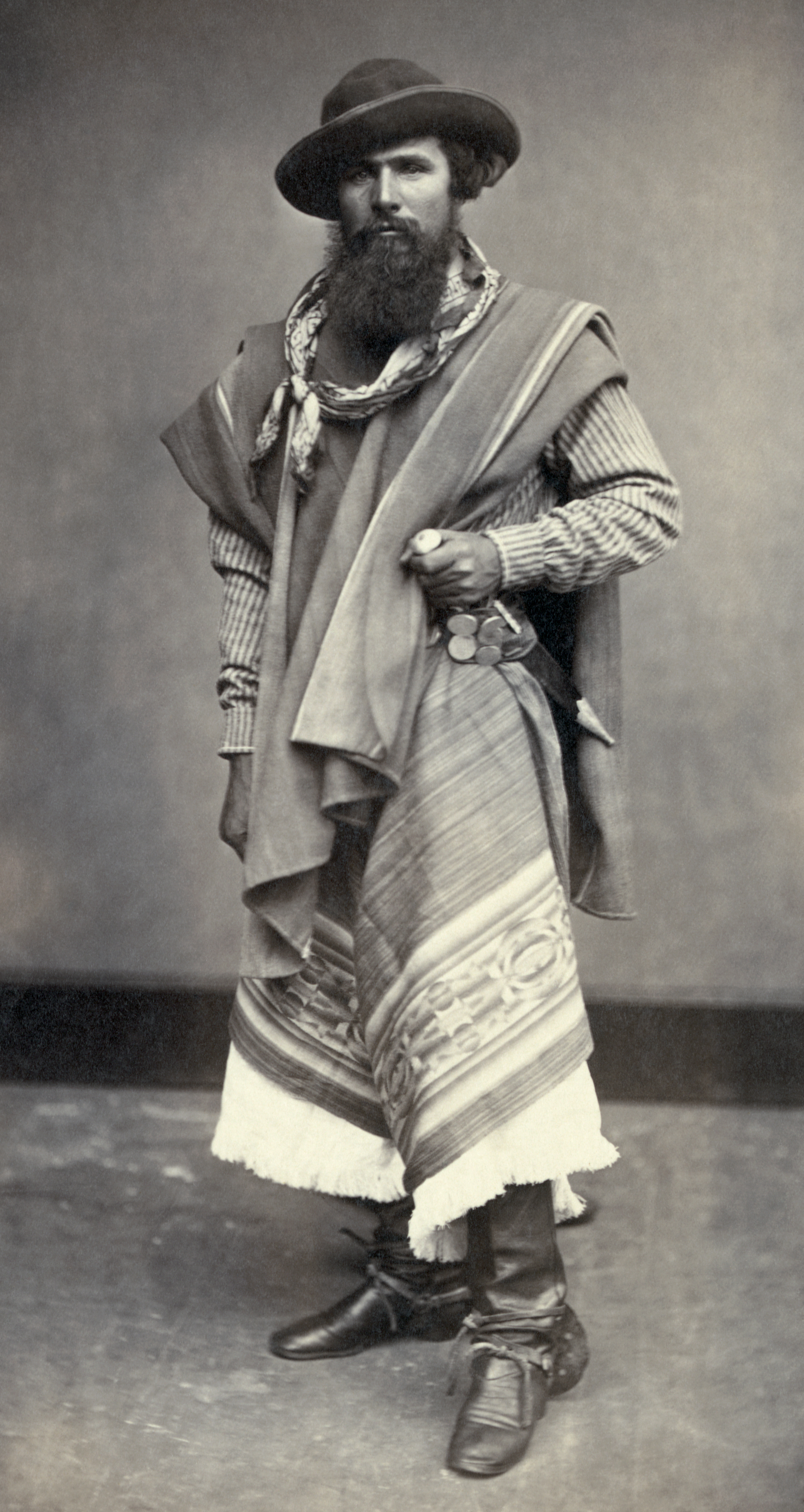
Пастух-гаучо с традиционным ножом за поясом

Гаучо — южноамериканская субкультура, впоследствии — этническая группа конных полупастухов-полубандитов, существовавшая с конца XVIII века на части территорий Уругвая, Парагвая, Аргентины и Бразилии и родственная по духу американским ковбоям, мексиканским вакуэро и венесуэльским льянеро.
Свои традиционные ножи гаучо использовали и как хозяйственный инструмент, и как оружие — при совершении разбоев, и особенно при Esgrima criolla — ножевых поединках, проводившихся между ними по малейшему поводу и просто ради «спортивного интереса». Традиция ножевых дуэлей дожила до середины XX века.
Какой-то определённой модели ножей гаучо не существовало. Для своих ножей гаучо в основном использовали клинки заводского производства и самых разных размеров и форм от попадавших к ним в руки испанских, английских, немецких, американских и других ножей и кинжалов, армейских сабель, штыков и тесаков, и даже от поварских ножей. Красивые рукояти и ножны для своих ножей, порой с серебряной отделкой, гаучо заказывали у местных ремесленников либо делали сами.
Попытки привести ножи гаучо к единому знаменателю обречены на неудачу, хотя среди них и выделяются четыре основных типа — Facón, Caronero, Cuchillo Сriollo и Verijero.

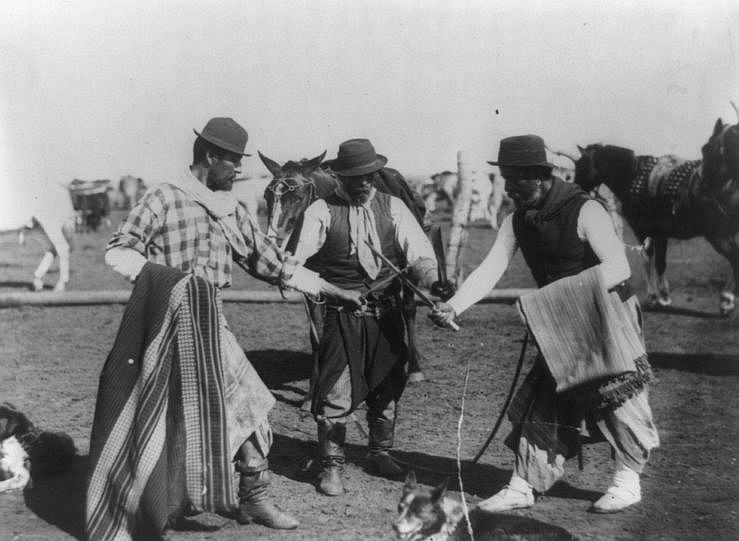
Esgrima criolla — гаучо бьются на ножах

Facón — самый распространённый тип ножей гаучо, имеет копьевидное (но не приспущенное) остриё и клинок среднего размера.
Caronero — самый мощный из всех типов ножей гаучо, представляет собой кинжал с полуторной заточкой и очень длинным клинком. Под ножи Caronero часто переделывались сабли, палаши или тесаки. Предназначались эти ножи для самообороны и для тяжёлых полевых работ.
Ножи Cuchillo Сriollo (кухонные креольские) по сути являются переделанными поварскими ножами. Для улучшения боевых качеств верхняя часть обуха таких ножей обычно затачивалась примерно на треть лезвия от острия, как у ножей боуи.
Verijero — производное от «верихас», что дословно обозначает «пах». Малый размер этого типа ножей позволял носить их спереди даже без ножен, не опасаясь получить травму.
Последние два типа ножей в настоящее время пользуются огромной популярностью, но используют их в основном для выездов на пикники. Cuchillo Сriollo и Verijero часто делают в подарочном варианте, украшая клинки гравировкой, а рукояти и ножны — чеканными накладками из серебра.
Ножи вместе с ножнами гаучо, как правило, носили заткнутыми за широкие, украшенные монетами и металлическими деталями, кожаные пояса-гуайака сбоку или на спине, рукоятью вверх, под правую руку, а так как они обычно довольно длинные, то традиционно располагались под наклоном относительно пояса, иначе с ними невозможно было бы сидеть в седле. Традиция эта сохранилась и до сих пор.
Ножны гаучо с внешней стороны обычно имеют застёжку-клипсу для более надёжного крепления к ремню. Гаучо также носили свои ножи, засунув за голенище сапога. Великаны Caronero — за спиной на погонном ремне, как винтовки, а небольшие Verijero — на шее, на кожаном шнурке.
Характерными элементами ножен гаучо являются:
- наличие в верхней части этой застёжки двух больших горизонтально расположенных заклёпок или крупных крестообразных стежков, очень похожих на глаза животного. Сходство с глазами ещё усиливается и потому, что эти заклёпки или стёжки обычно обшиваются круговым швом, часто двойным;
- наличие на конце ножен плоской плашки, характерной скорее для ножен сабель.

В настоящее время традиционные ножи гаучо выпускаются в основном частными мастерами. Наиболее известны работы бразильцев Густаво Вилара, Эдуардо Кунья и аргентинца Diego Luque (CAS). Ножи гаучо также выпускаются бразильской компанией «Tramontina» в товарной линейке «Etnias».